# Werner Pepels
Werner Pepels (* 1952 in Krefeld) ist ein deutscher Wirtschaftswissenschaftler. Er war Professor für Betriebswirtschaftslehre und Marketingberater.

## Leben und Wirken
Pepels absolvierte zunächst eine kaufmännische Ausbildung und studierte dann Wirtschaft an der Fachhochschule Niederrhein und Wirtschaftswissenschaften an der Universität Duisburg mit den Abschlüssen als Diplom-Betriebswirt und Diplom-Kaufmann. Anschließend war er zwölf Jahre als Marketingberater tätig und stieg dabei vom Trainee zum Kundenberater, Etat-Direktor und Strategischen Planer auf. Er war Geschäftsführender Gesellschafter (Partner-Ebene) einer großen deutschen Verkaufsförderungsagentur und betreute DAX-Unternehmen sowie nationale und internationale Markenartikler.
1989 übernahm Pepels die Professur für Betriebswirtschaftslehre an der Hochschule Pforzheim (FHW) und war von 1995 bis 2016 an der Westfälischen Hochschule, Campus Bocholt, im Studienschwerpunkt Marketing tätig. Seither war er als öffentlich bestellter und vereidigter Sachverständiger, als Handelsrichter und als Vorstand einer gemeinnützigen Stiftung tätig.
Er war Mitglied der Schmalenbach-Gesellschaft für Betriebswirtschaft und der Deutschen Werbewissenschaftlichen Gesellschaft sowie der Bürgerstiftung Krefeld und des Deutschen Presse Verbandes. Pepels engagierte sich zudem in der wissenschaftlichen Fort- und Weiterbildung, zum Beispiel als Lehrbeauftragter, Lehrbrief-Autor, Management-Dozent und Akkrediteur.
Pepels ist Autor und Herausgeber von zahlreichen Fachpublikationen, und Autor von Aufsätzen in Fachzeitschriften und Sammelbänden.

## Veröffentlichungen (Auswahl)

### Als Autor
- Moderne Marktforschung. Duncker & Humblot, 3. Auflage, Berlin 2014, ISBN 978-3-428-14195-1.
- Kommunikationsmanagement. Duncker & Humblot, 5. Auflage, Berlin 2014, ISBN 978-3-428-14203-3.
- Strategisches Markt-Management. Berliner Wissenschafts-Verlag, 3. Auflage, Berlin 2015, ISBN 978-3-8305-3524-9.
- Preis- und Konditionenmanagement. Berliner Wissenschafts-Verlag,  3. Auflage, Berlin 2015, ISBN 978-3-8305-3523-2.
- Grundlagen des Vertriebs. Duncker & Humblot, 3. Auflage, Berlin 2015, ISBN 978-3-428-14793-9.
- Moderne Marketingpraxis.  Berliner Wissenschafts-Verlag, 3. Auflage, Berlin 2016, ISBN 978-3-8305-3591-1.
- Marketing. 3 Teilbände. Duncker & Humblot, 7. Auflage,  Berlin 2016
- Produktmanagement. Duncker & Humblot, 7. Auflage, Berlin 2016, ISBN 978-3-428-14943-8.
- Käuferverhalten. Erich Schmidt, 3. Auflage, Berlin 2017, ISBN 978-3-503-17645-8.
- Dienstleistungs-Marketing-Management. Duncker & Humblot, 3. Auflage, Berlin 2017, ISBN 978-3-428-14986-5.
- Handbuch der Betriebswirtschaft. Duncker & Humblot, 2 Teilbände, Berlin 2017, ISBN 978-3-428-15074-8.
- Controlling-Management. Duncker & Humblot, Berlin 2018, ISBN 978-3-428-15592-7.
- Handbuch des Vertriebs. Duncker & Humblot, 2 Teilbände, Berlin 2019, ISBN 978-3-428-15579-8.
- Marketing-Kommunikation. Duncker & Humblot, 4. Auflage, Berlin 2020, ISBN 978-3-428-18037-0.

### Als Herausgeber
- Organisation in Marketing und Vertrieb. Berliner Wissenschafts-Verlag, 3. Auflage, Berlin 2013, ISBN 978-3-8305-3225-5.
- Marketing-Controlling. 2 Bände. Symposion-Verlag, 2. Auflage, Düsseldorf 2013
- Marktsegmentierung. 2 Bände. Symposion-Verlag, 2. Auflage, Düsseldorf 2013
- Vertriebsleiterhandbuch. 3 Bände. Symposion-Verlag, 2. Auflage, Düsseldorf 2013
- Handbuch Kundendienstmanagement. 2 Bände, Symposion-Verlag, 2. Auflage, Düsseldorf 2014
- Allgemeine BWL. 2 Bände, Berliner Wissenschafts-Verlag,  5. Auflage, Berlin 2015
- Betriebswirtschaft der Dienstleistungen. Berliner Wissenschafts-Verlag, 3. Auflage, Berlin 2015, ISBN 978-3-8305-3478-5.
- Prüfungstraining für Wirtschaftsstudierende. Berliner Wissenschafts-Verlag, 4. Auflage, Berlin 2015, ISBN 978-3-8305-3596-6.
- Fallstudien im Marketing. NWB-Verlag, 2015, ISBN 978-3470662411.
- Launch. Die Produkteinführung. Berliner Wissenschafts-Verlag, 3. Auflage, Berlin 2017, ISBN 978-3-8305-3727-4.
- BWL im Nebenfach. Berliner Wissenschafts-Verlag, 4. Auflage, Berlin 2017, ISBN 978-3-8305-3590-4.